# Bill Haywood
William Dudley "Big Bill" Haywood (4 de fevereiro de 1869 – 18 de maio de 1928) foi um operário e sindicalista norte-americano, membro fundador e líder da Industrial Workers of the World (IWW) e membro do comitê executivo do Partido Socialista da América. Durante as duas primeiras décadas do século 20, esteve envolvido em vários importantes conflitos trabalhistas, incluindo as guerras trabalhistas do Colorado, a greve têxtil de Lawrence, e outras greves têxteis  em Massachusetts e Nova Jersey.
Haywood foi um defensor do sindicalismo industrial, uma filosofia de trabalho que favorece a organização de todos os trabalhadores de uma indústria em um único sindicato, independentemente de ofício específico ou nível de habilidade; isto contrastava com os sindicatos de ofício segmentados que eram prevalentes na época, como a AFL. Sua crença de que os trabalhadores de todas as etnias deviam estar unidos também entrava em confronto com muitos sindicatos. Sua preferência por ação direta a táticas políticas alienou-o da liderança do Partido Socialista e contribuiu para sua remoção do comitê executivo do partido, em 1913.
Nunca se recusando a conflitos violentos, Haywood era frequentemente alvo de procuradores. Seu julgamento pelo assassinato de Frank Steunenberg em 1907 (do qual ele foi absolvido) chamou a atenção nacional; em 1918, ele foi um dos 101 membros da IWW condenados por violar a Lei de Espionagem de 1917 durante o Primeiro Perigo Vermelho. Em 1921, enquanto estava fora da prisão durante um apelo de sua condenação, Haywood fugiu para a Rússia bolchevique, onde passou os anos restantes de sua vida.